# Buchenholz
Als Buchenholz wird das Holz verschiedener Arten der Buchen (Gattung Fagus) bezeichnet, die als Nutzhölzer verwendet werden. In Europa ist dies vor allem die Rotbuche (Fagus sylvatica), das für unterschiedliche Anwendungen insbesondere als Bau- und Möbelholz verwendet wird. Das Holz der Hainbuche (Carpinus betulus), die nicht näher mit der Rotbuche verwandt ist, unterscheidet sich dagegen sehr stark vom Buchenholz und wird entsprechend nicht als solches bezeichnet.
Nach DIN EN 13556 ist das Kurzzeichen für die Rotbuche „FASY“.

## Bedeutung
Die Rotbuche ist in Deutschland und Teilen West-Mitteleuropas die mit Abstand häufigste Art der Laubbäume. Sie hat einen Anteil von durchschnittlich 13,7 % an der deutschen Gesamtwaldfläche, der im Westen Deutschlands sogar bis 16 % betragen kann. Das Buchenholz ist zudem mit einem Einschlag von jährlich etwa 7 Millionen Kubikmetern (ca. 1/6 des Gesamtholzeinschlages in Deutschland pro Jahr) eines der bedeutendsten Laubhölzer als Nutz- und Industrieholz.

## Eigenschaften
Rotbuchen wachsen im Bestand gerade mit einem vollholzigen Stamm mit sehr langem, astfreiem Schaft. Die astfreien Stammlängen erreichen hier bis zu 15 Metern bei einer Gesamthöhe des Baumes von bis zu 30 bis 35 Metern (maximal bis 45 Meter), der maximale Durchmesser beträgt 1,5 bis 2 Meter bei einem Maximalalter von 250 bis 300 Jahren. Das Endnutzungsalter der Bäume beträgt 100 bis 140 Jahre, zu diesem Zeitpunkt haben die Bäume einen Durchmesser von 30 bis 50 Zentimeter. Die Zuwachsraten betragen etwa 4 m3 pro Hektar und Jahr, wobei die Bäume anfangs sehr langsam wachsen und den Hauptschub mit bis zu 8,7 m3 pro Hektar und Jahr mit etwa 120 Jahren auf gutem Boden erreichen können.
Die Rotbuchen zählen wie die Gemeine Esche zu den Kernholzbäumen mit unregelmäßiger Farbkernbildung; das bedeutet, dass Kern- und Splintholz teilweise einheitlich blassgelb bis rötlichweiß sein können, teilweise jedoch auch einen sehr farbintensiven rotbraunen Farbkern besitzen (Rotkern). Die Splintholzzone ist in der Regel sehr breit, der Rotkern bildet sich abhängig von den Standortbedingungen erst nach etwa 80 Jahren aus; nach etwa 120 Jahren kommt es zu einer sprunghaften Rotkernbildung und im Alter von 150 Jahren besitzen 80 bis 100 % der Rotbuchen einen entsprechend gefärbten Falschkern. Durch eine Dämpfung nimmt das gesamte farbkernfreie Holz eine gleichmäßig rotbraune Färbung an. Die Jahrringe sind auf sauber abgezogenen Hirnflächen deutlich voneinander abgesetzt und verlaufen teilweise wellig. Die Holzgefäße sind zahlreich und zerstreut angelegt, die Poren sind nur mit der Lupe erkennbar, wodurch die Längsflächen porenfrei sind. Kennzeichnend sind die auffälligen Holzstrahlen, die tangential als Spindeln und radial als flächige Spiegel erkennbar sind. Insgesamt ist das Erscheinungsbild wenig gezeichnet.
Buchenholz ist sehr hart und mit einer Rohdichte von 720 kg/m3 bei 12 bis 15 % Holzfeuchte ein schweres heimisches Laubholz, das mit dem Eichenholz vergleichbar ist. Es ist sehr homogen in seiner Dichte, zäh und wenig elastisch und besitzt als Bauholz ausgesprochen gute Festigkeitswerte. Allerdings ist die Schwindung sehr stark ausgeprägt, und es weist nach der Trocknung kein sehr gutes Stehverhalten auf; Buchenholz „arbeitet“ zudem mehr als andere Nutzhölzer. Aufgrund dieser Eigenschaften sowie der starken Anfälligkeit gegenüber Pilzen wird Buchenholz nicht in Bereichen mit starken Feuchtigkeitsänderungen verwendet und unimprägniert ist es für Außenanwendungen nicht geeignet. Es lässt sich allerdings leicht imprägnieren und damit dauerhafter machen, wobei es dann auch unter extremen Wetterbedingungen sehr lange haltbar ist.
Sowohl als Rundholz wie auch als Schnittholz bedarf Buchenholz einer sorgfältigen Behandlung. Es neigt zur Schwindung sowie zum Verstocken, außerdem reißt es schnell und bildet Verwerfungen. Entsprechend wird Buchenholz nach Möglichkeit rasch abtransportiert und gesägt, die Trocknung darf jedoch aufgrund der Rissanfälligkeit nicht zu rasch erfolgen. Die Dämpfung des Holzes führt neben der Farbveränderung zu einer Erweichung und damit zu einem Abbau der Holzspannungen, wodurch es die Verarbeitung beim Schälen, Messern und Biegen verbessert. Das Holz kann aufgrund seiner homogenen Struktur gut bearbeitet werden, es lässt sich mühelos schneiden, fräsen, hobeln, bohren und schleifen, auch zum Schnitzen und Drechseln ist es geeignet. Dabei ist zu beachten, dass Buchenholzstaub krebserregend ist – das Tragen von Atemschutz ist erforderlich. Nach der Dämpfung lässt es sich sehr gut biegen und wird dabei nur vom Eschenholz übertroffen. Verbindungen durch Nägel und Schrauben sind gut haltbar, die Verleimungsfestigkeit ist sehr gut. Die Oberflächen lassen sich gut polieren, beizen und einfärben. Die Behandlung mit Lacken ist unproblematisch, in Zementwerkstoffen kann Buchenholz jedoch aufgrund der Hemmung der Zementabbindung nicht eingesetzt werden.

## Verwendung

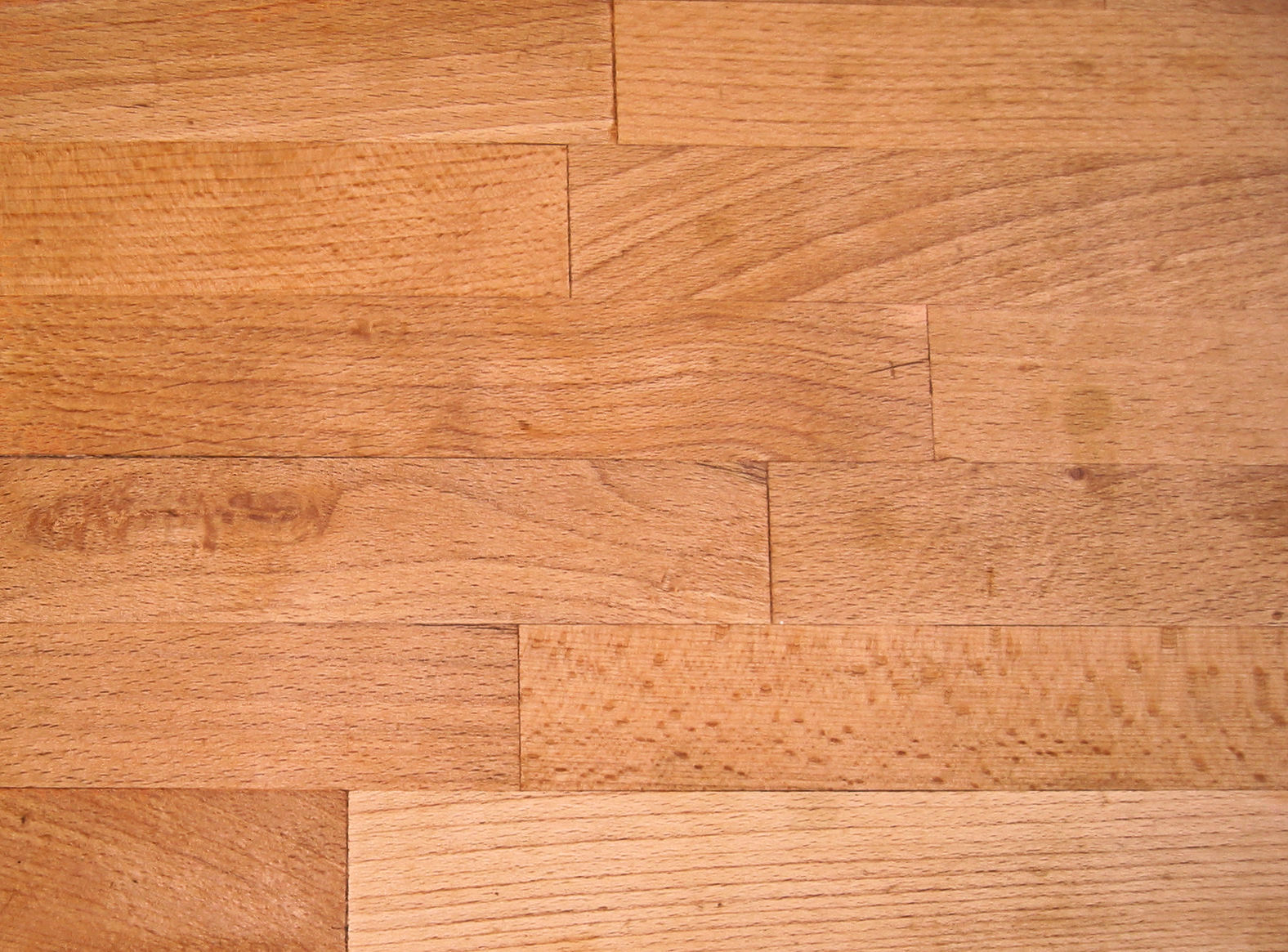
Parkettboden aus Buchenholz

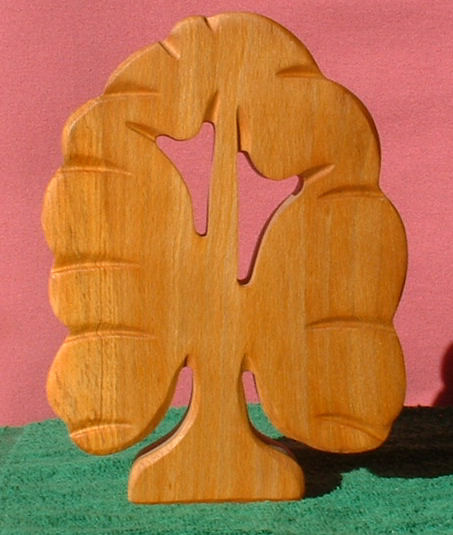
Spielzeug aus Buchenholz

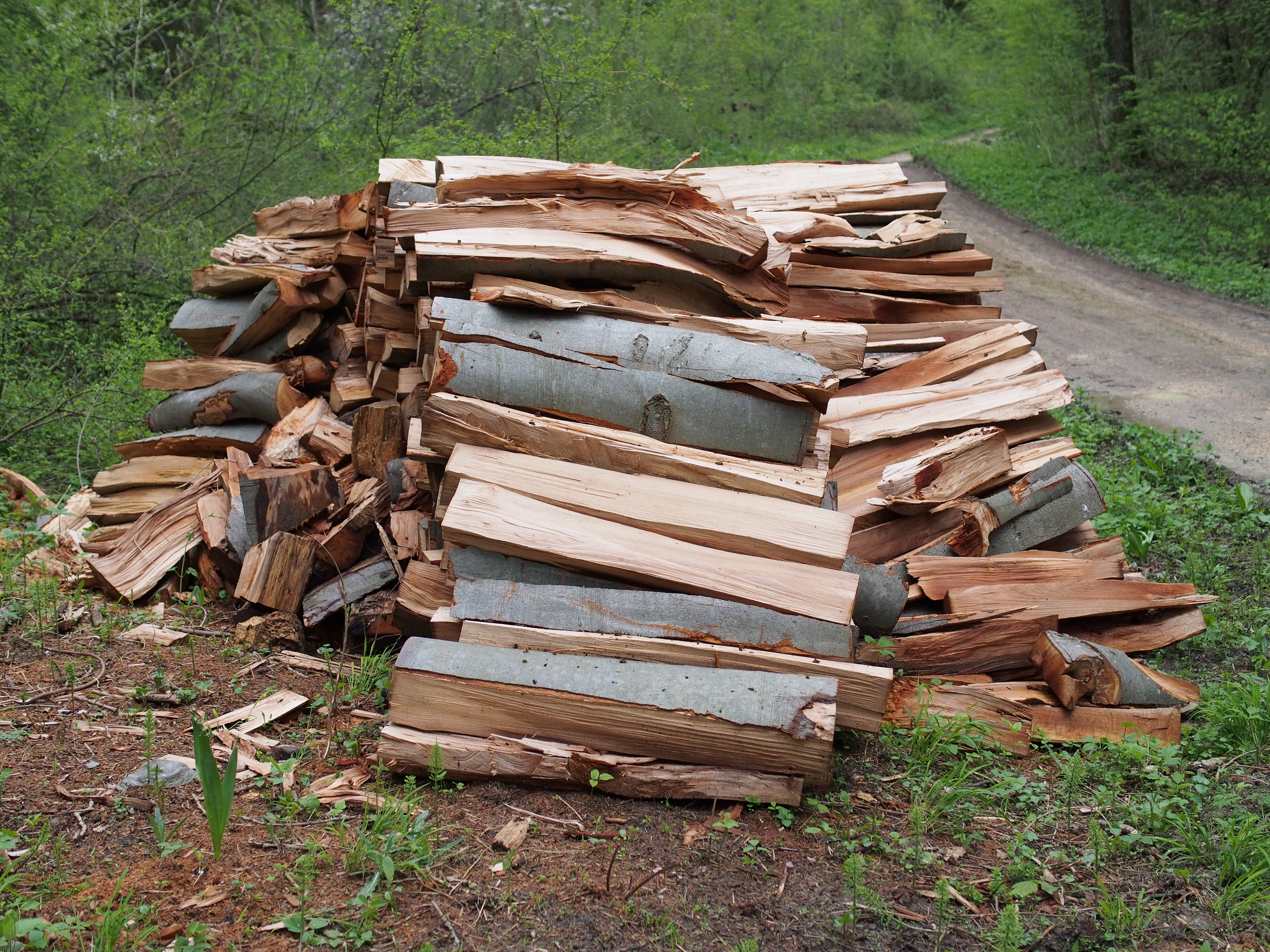
Buchenholz, als Brennholz abgelängt und gespalten

Buchenholz wird sowohl als Rund- als auch als gedämpftes und ungedämpftes Schnittholz und als Furnier verkauft und verarbeitet; es stellt in Deutschland das wichtigste Laubholzsortiment dar. Neben Fichten- und Kiefernholz ist es das am meisten verwendete Industrieholz, auf der anderen Seite liefert es jedoch auch sehr begehrte Spezialhölzer für zahlreiche Verwendungen. Eingeschränkt nutzbar ist das Holz als Konstruktions- und Bauholz in massiver Form aufgrund der mangelhaften Dauerhaftigkeit. Insgesamt sind mehr als 250 Anwendungsfelder für Buchenholz bekannt. Etwa die Hälfte wird dabei als Industrieholz bei der Herstellung von Span- und Faserplatten sowie zur Zellstoffherstellung in der Papierindustrie und insbesondere als Chemiezellstoff für die Produktion von Regeneratfasern wie Viskose und Lyocell für die Herstellung von Textilien und technischen Garnen verwendet. Auch eignet es sich gut zur Herstellung von Kreosot.

### Bau- und Möbelholz
Der Haupteinsatzbereich für Buchenholz ist die Möbelproduktion, wo es sowohl als Massivholz wie auch als Sperrholz, Formsperrholz und Formschichtholz eingesetzt wird. Es dient der Herstellung von harten und widerstandsfähigen Oberflächen für stark beanspruchte Möbel, insbesondere Kinder- und Jugendmöbel, Büromöbel und Bestuhlungen. In der Stuhlproduktion ist Buchenholz das am meisten verwendete Holz (Beispiel: der Thonet-Stuhl aus gebogenem Buchenholz), oft werden Betten, Tische, Bänke, Polstermöbelgestelle aus Buchenholz gefertigt, außerdem Gartenmöbel und Liegestühle. Im Innenausbau wird Buchenfurnier für Wand- und Deckenverkleidungen verwendet. Aufgrund seiner Härte ist Buchenholz zum Treppenbau sowie zur Herstellung von Parkett- und Holzpflasterböden gut geeignet.
Ein sehr großes Verwendungsspektrum hat Buchenholz im Bereich der Alltagsgegenstände. Hier reicht seine Verwendung von Küchengeräten wie Frühstücksbrettern, Nudelrollen, Schüsseln, Tabletts und  über die Griffe von Werkzeugen, Bürsten und Besen sowie Gerätestielen, bis zu Werkbänken, Zollstöcken und Wäscheklammern. In der Spielzeugindustrie ist es als spanfreies und hartes Holz das am meisten verwendete Holz. Aufgrund der Schäl- und Verbindungseigenschaften ist das Holz auch bei der Herstellung von Holzwerkstoffen zentral – insbesondere Furniersperrhölzer, Schichtholz, Sperrholz- und Schichtholzformteile; Kunstharzpressholz und modifiziertes Holz wird zu einem großen Anteil aus Buchenholz gefertigt.

### Verpackungsindustrie
Im Verpackungsbereich hat Buchenholz neben den Nadelhölzern eine zunehmende Bedeutung für die Herstellung von Transportpaletten aus Massiv- und Sperrholz, außerdem für die Herstellung von Kisten und Fässern. Für Böden im Containerbau sowie beim Bau von Ladeflächen für Lastwagen und Transporter wird es in Form von Sperrholzplatten verwendet; zudem wird es in Form von Verbundwerkstoffen mit Stahl für Spezialzwecke verwendet. Teerölgetränkte Bahnschwellen aus Buchenholz kommen beim Gleisbau und wegen der Schadstoffe immer seltener als Nachnutzung im Landschafts- und Gartenbau zum Einsatz.

### Energetische Nutzung
Buchenholz ist ein hervorragendes Brennholz, das sich durch sehr langes, ruhiges Brennen, starke Glutbildung und einen hohen Brennwert von 19,7 MJ/kg auszeichnet. Aufgrund der starken Glutbildung eignet es sich gut zum Grillen. Die Wertschätzung der Rotbuche als Brennholz führte zu spezifischen, heute kaum mehr praktizierten Formen der Bewirtschaftung, bei denen die Bäume immer wieder zurückgeschnitten werden (Niederwaldbetrieb).
Bedeutung hat Buchenholz zudem als Ausgangsstoff für die Herstellung von Holzkohle, wo es das bevorzugte Holz ist.

### Räuchern
Als festes Holz wird Buche häufig zum Räuchern verwendet. Das Holz soll dem Lebensmittel im Vergleich zu anderen Holzarten einen eher würzigen Geschmack verleihen.

### Laugenbeize
Zur Herstellung des blauen Farbstoffs Indigo aus der Pflanze Färberwaid wurde früher die stark alkalische Asche von Buchenholz (daneben auch anderer Harthölzer) verwendet.